# Stenolebias damascenoi
Stenolebias damascenoi är en fiskart som först beskrevs av Costa, 1991.  Stenolebias damascenoi ingår i släktet Stenolebias och familjen Rivulidae. Inga underarter finns listade i Catalogue of Life.